# Église Saint-Thomas-Apôtre de Sarcelles
L'église Saint-Thomas est une église catholique chaldéenne paroissiale située rue du Champ-Gallois à Sarcelles, en France. C'est la plus importante de France et d'Europe en taille, concernant ce culte du christianisme oriental.

## Localisation

L'abside.

L'église Saint-Thomas se situe en France, dans le département du Val-d'Oise, sur la commune de Sarcelles. 

## Historique
Construite entre 2001 et 2004 par l'architecte Xavier Audousset, elle a été inaugurée le 7 février 2004 (fête de la Saint-Thomas). Sabri Anar (de), qui fut vicaire puis curé de la paroisse de 1990 à 2023, a été confirmé, le 24 mai 2023, par le pape François en tant qu'archevêque de Diarbékir (des catholico-chaldéens de Turquie).
La Mission chaldéenne en France y célèbre la liturgie chaldéenne.

## Description
C'est un bâtiment de style babylonien, inspiré par la porte d'Ishtar. Plus grande église chaldéenne d'Europe, elle dispose de 750 places ainsi que de salles de catéchèse. Sa construction a coûté plus de 4,5 millions d'euros.